# Antikyra
Antikyra  este un oraș în Grecia în prefectura Boeotia.